# Arkadiusz Miszka
Arkadiusz Miszka (ur. 3 lipca 1980 w Zabrzu) – polski piłkarz ręczny, prawoskrzydłowy, od 2015 zawodnik Chrobrego Głogów.
Wychowanek Pogoni Zabrze. Trzykrotnie znalazł się w czołówce najlepszych strzelców ekstraklasy – w sezonie 2006/2007 w barwach Olimpii Piekary Śląskie (153 bramki), w sezonie 2009/2009 jako zawodnik Piotrkowianina Piotrków Trybunalski (147 bramek) i w sezonie 2010/2011 w Wiśle Płock (175 bramek; 3. miejsce w klasyfikacji). Z płockim klubem został mistrzem Polski (2011) i w sezonie 2011/2012 występował Lidze Mistrzów (12 bramek).
W reprezentacji Polski zadebiutował 20 grudnia 2007 w wygranym meczu z Węgrami (33:27), rzucając dwie bramki. Znalazł się w szerokiej kadrze na mistrzostwa Europy w Austrii (2010) i mistrzostwa świata w Szwecji (2011). Na żaden z turniejów nie pojechał. Karierę zakończył w 2023. Od 2024 jest trenerem Górnika Zabrze. 